# Сакдрісі
Сакдрісі — стародавній золотовидобувний рудник у Грузії. Розташований за 50 км на північний захід від Тбілісі поблизу даби Казреті на схилі гори Сакдрісі. Вік виробок датується III—IV тис. до н. е. Копальня Сакдрісі увійшов — один з найдавніших золотих рудників людства.